# Rádiový vysílač

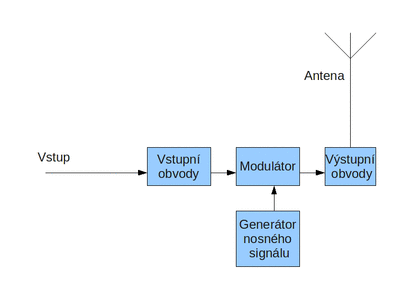

Rádiový vysílač je elektronické zařízení, které pomocí antény vyzařuje elektromagnetický signál, který může být přijat rádiovým přijímačem. V České republice máme takovýchto vysílačů několik.
Vysokofrekvenční signál, který je základem každého rádiového vysílače, vzniká v tzv. vysokofrekvenčním oscilátoru. Vysokofrekvenční signál z vysílače nese nějakou informaci (radio, televize, jiné) v podobě nízkofrekvenčního (modulačního) signálu. Říkáme, že vysokofrekvenční signál neboli nosná vlna je modulován. Modulace nosné vlny probíhá v modulátoru vysílače. Takto modulovaný signál se zesílí a vyzáří anténou do prostoru.

## Druhy modulace
- amplitudová modulace (AM) – Užitečná informace ovlivňuje amplitudu nosného signálu. Rozborem lze zjistit, že v signálu se objeví složky rovné součtu a rozdílu frekvencí – tak zvaná postranní pásma. Používá se pro vysílání rozhlasu v pásmu dlouhých, středních a krátkých vln. Analogové vysílání televize používalo pro přenos jasové složky obrazu amplitudovou modulaci s částečně potlačeným postranním pásmem. V kombinaci s fázovou modulaci je AM rozšířena pro rádiový přenos dat (včetně např. digitální televize) jako tak zvaná kvadraturní amplitudová modulace (QAM). Amplitudová modulace s jedním postranním pásmem a odstraněnou nosnou (anglicky single side band, SSB) je speciálním energeticky efektivním případem amplitudové modulace používané například v radioamatérské praxi.

- frekvenční modulace (FM) – Užitečná informace je kódovaná malými změnami frekvence nosného signálu, postranních pásem je teoreticky nekonečně mnoho, ale stačí jich přenášet jen omezené množství. Protože většina rušení má amplitudový charakter, lze je v přijímači FM odstranit amplitudovou limitací. FM se používá pro rozhlasové vysílání v pásmu VKV, především regionálními stanicemi.

- fázová modulace (PM) – Je velmi podobná frekvenční modulaci.
  - výhody a nevýhody jsou podobné jako FM, dalo by se říci, že PM je speciální druh FM
  - použití: při přenosu digitálních signálů (PSK – Phase Shift Keying)

- ON/OFF – modulace – označovaná též „nemodulovaný signál“ (anglicky Continuous Wave, CW), lze ji též považovat za dvoustavovou stoprocentní amplitudovou modulaci – užitečná informace je kódovaná úplným přerušováním nosného signálu, používá se pro přenos Morseovy abecedy